# Grand Prix automobile du Brésil 2011
Vous lisez un « article de qualité » labellisé en 2012.
GP précédent
Le Grand Prix automobile du Brésil 2011 (Formula 1 Grande Prêmio Petrobras do Brasil 2011), disputé le 27 novembre 2011 sur le circuit d'Interlagos, est la 858e épreuve du championnat du monde de Formule 1 courue depuis 1950 et la dix-neuvième et dernière manche du championnat 2011. Il s'agit de la trente-neuvième édition du Grand Prix comptant pour le championnat du monde, la vingt-neuvième disputée à Interlagos.
La séance de qualifications est marquée par la performance du champion du monde Sebastian Vettel : en décrochant sa quinzième pole position de la saison, il bat le record de Nigel Mansell qui en avait obtenu quatorze lors de la saison 1992. En course, il est néanmoins devancé par son coéquipier Mark Webber qui signe sa seule victoire en 2011 à l'occasion de la dernière épreuve et s'offre par la même occasion la troisième place du championnat du monde avec 258 points. Le podium est complété par le Britannique Jenson Button qui, avec 270 points, termine dauphin de Vettel au volant de sa McLaren. Sur les vingt-huit pilotes en lice au championnat, dix-neuf ont inscrit au moins un point au cours de la saison.
Chez les constructeurs, l'écurie Red Bull Racing, déjà assurée depuis plusieurs courses du titre de championne du monde, termine sa saison en signant le onzième doublé de son histoire, le troisième en 2011. Avec 650 points, l'équipe autrichienne devance largement McLaren (497 points) et Ferrari (375 points). Sur les douze écuries engagées au championnat du monde, neuf ont marqué des points au cours de la saison, Lotus, Virgin et HRT terminant avec un compteur vierge.

## Contexte avant le Grand Prix

### Dernier Grand Prix de Rubens Barrichello

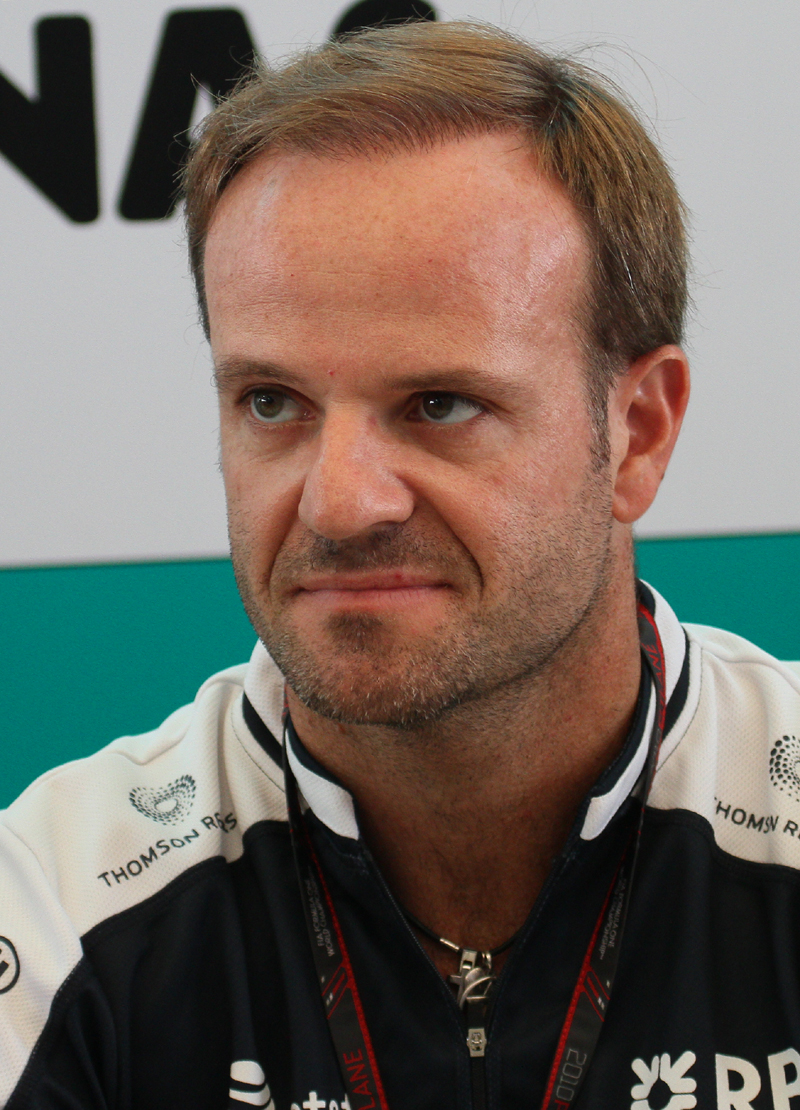
Rubens Barrichello dispute à domicile son dernier Grand Prix de Formule 1.

Rubens Barrichello n'a manqué aucune saison de Formule 1 depuis 1993, prenant part à un nombre record de 323 départs dans la discipline (11 victoires, 14 pole positions, 68 podiums, vice-champion du monde en 2002 et 2004). Même s'il refuse de l'admettre, il dispute son dernier Grand Prix dans sa ville natale de São Paulo car sa place chez Williams est menacée, notamment par un éventuel retour de Kimi Räikkönen, champion du monde 2007. À 40 ans, il est toujours aussi motivé par la course automobile et tente de faire taire les rumeurs : « Je reste positif. Je ne vais pas faire mes adieux. [...] Je ne fais pas ça pour de l'argent ni parce que je veux prolonger l'aventure en Formule 1, je veux continuer parce que c'est ce que j'aime, que je sais que je suis encore très compétitif et que je mérite d'avoir un volant. »
Malgré sa ferme intention de continuer, son compatriote Felipe Massa lui conseille de mettre un terme à sa carrière. En effet, il insiste sur le fait que Barrichello a effectué une formidable carrière en Formule 1, étant le pilote ayant disputé le plus de Grands Prix, ayant remporté de nombreuses courses et piloté pour les meilleures équipes. Si Massa envie la carrière de son compatriote, il lui conseille de quitter la discipline, non pas en raison de son âge ou d'un manque de compétitivité mais plutôt pour ne pas s'abaisser à payer pour continuer à piloter : « Dans la Formule 1 de nos jours, il y a douze équipes et cinq ou six d'entre elles demandent de l'argent pour offrir un baquet. Mon opinion est que je ne le vois pas chercher des sponsors pour courir après tout ce qu'il a réussi en Formule 1. Je lui ai dit de partir et d'utiliser cette dernière course pour faire ses adieux proprement. »,,
Anticipant le départ du Brésilien, Mark Webber lui rend hommage dans sa chronique hebdomadaire de BBC Sport en insistant sur le fait que Rubens Barrichello est un des grands héros du sport automobile brésilien et qui reste le pilote ayant disputé le plus de Grands Prix de Formule 1. L'Australien loue l'attitude de Barrichello, exemplaire tant sur la piste qu'en dehors : « Rubens est toujours prêt à s'arrêter pour signer un autographe ou faire une photo avec les fans. Il a le sens de la famille bien qu'il soit encore capable de sacrés trucs en piste. Il a eu une carrière incroyable et il a presque toujours le sourire sur son visage. » Toutefois, il déclare ressentir un malaise face à la situation compliquée du Brésilien : « Ce pourrait être sa dernière course en Formule 1. Il dit qu'il ne faut pas la prendre comme un adieu. J'espère qu'il a raison car il est tellement aimé que ses fans, ses concurrents et ses amis, voudront être en mesure de lui donner le grand adieu qu'il mérite. »,

### Centième Grand Prix de Felipe Massa chez Ferrari

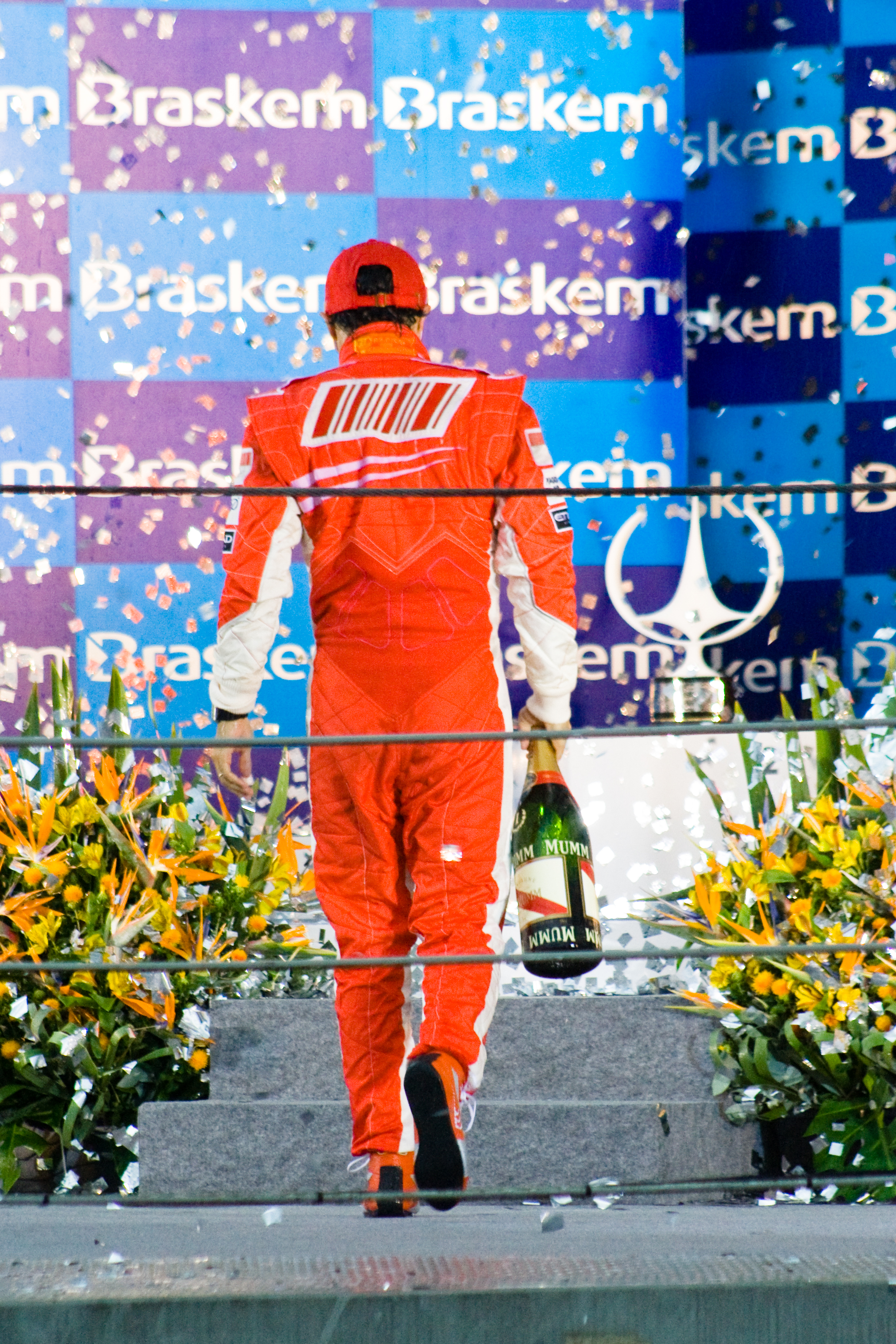
Felipe Massa a déjà remporté le Grand Prix du Brésil en 2008.

En Formule 1 depuis 2002, Felipe Massa (151 départs avant ce Grand Prix, 11 victoires, 15 pole positions, 33 podiums, vice-champion du monde en 2008) dispute au Brésil, dans sa ville natale de São Paulo, son centième Grand Prix avec la Scuderia Ferrari. Il est le troisième pilote à accomplir cette performance après Michael Schumacher (180 départs pour la marque) et Rubens Barrichello (102). Heureux de la confiance accordée par son écurie, il déclare que ce week-end très important car il marque ses dix ans de présence en Formule 1, ses six années de course pour la Scuderia Ferrari et son centième Grand Prix, ce qui fait de lui un des pilotes ayant le plus couru pour cette équipe. Il espère obtenir au moins un podium à domicile pour éviter de rééditer la performance d'Ivan Capelli en 1992, dernier pilote Ferrari à n'avoir obtenu aucun top trois dans une saison : « Quand vous roulez à la maison, c'est comme un championnat à part. Je suis heureux d'avoir déjà gagné deux fois mon Grand Prix [en 2006 et 2008] et je veux maintenant un très bon week-end. Nous avons la même voiture, sans nouveauté mais quand vous êtes à domicile, cela se passe toujours mieux. Vous avez un peu de puissance supplémentaire grâce aux fans. J'espère pouvoir me battre pour le podium. »
Luca di Montezemolo, président de Ferrari, écrit une lettre à son pilote pour l'encourager à la veille du dernier Grand Prix d'une saison particulièrement difficile. Il revient en effet sur ses onze victoires pour le compte de la Scuderia (entre 2006 et 2008), sa contribution à la conquête des deux titres de champions du monde des constructeurs en 2007 (94 points inscrits sur 204) et 2008 (97 points inscrits sur 172) et son titre de vice-champion du monde des pilotes en 2008 (à 1 point de Lewis Hamilton). Di Montezemolo insiste sur les liens étroits tissés entre Massa et Ferrari : « Je suis ravi que tu aies décidé de célébrer cet anniversaire avec un casque spécial portant cent insignes du cheval cabré. Ces dix dernières années ont été très intenses. Avec nous, tu as grandi en tant que pilote et en tant qu'homme et tu fais partie de notre histoire. »

### Sécurité et modification du circuit

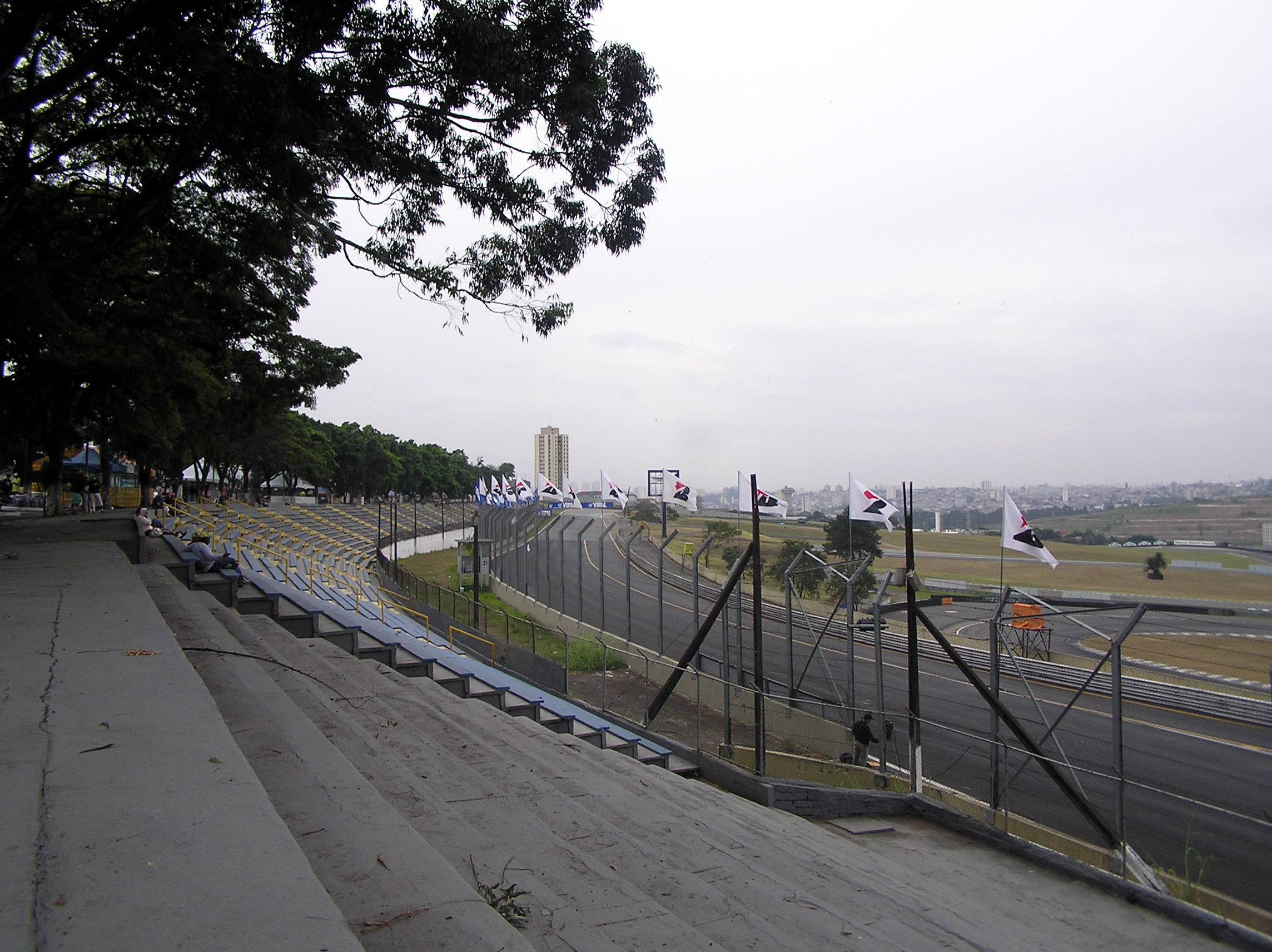
La Curva do Cafe, virage à gauche très rapide, est bordée par un mur et par une tribune permanente.

Depuis l'édition 2003 qui avait donné lieu à un spectaculaire accident, la question de la sécurité se pose avant chaque Grand Prix du Brésil. Le circuit d'Interlagos comporte plusieurs virages dangereux, dont la Curva do Cafe et la Curva do Sol, où plusieurs pilotes ont perdu la vie en quelques années. Quatre ans après la mort de Rafael Sperafico lors d'une manche de stock-car, l'année 2011 a été particulièrement meurtrière : un motard a péri en février et deux autres pilotes de stock-car, Gustavo Sondermann et Paulo Kunze, ont trouvé la mort en avril à Interlagos,.
Les voix sont unanimes pour demander de nouvelles zones de dégagement dans les virages à risque, quite à sacrifier certaines tribunes, ainsi Luciano Burti, ancien pilote de Formule 1, déclare : « Nous devons trouver de la place pour cela, essayer de faire des dégagements. La sécurité doit passer avant tout. La solution existe et nous devons nous unir pour que ces changements interviennent avant qu'un autre accident ne se produise. »
Clayton Pinteiro, le président de la fédération brésilienne de sports mécaniques, affirme qu'il a demandé à la FIA d'envoyer un inspecteur et, reconnaissant que les mesures prises en 2007 n'ont pas été efficaces, pense que la seule solution reste d'agrandir la zone de dégagement dans ce virage.
Quelques jours après cette demande, la FIA et les autorités locales donnent leur accord pour le remplacement d'une tribune par une zone de dégagement. Mais les travaux devant prendre six mois, les officiels du circuit décident lors d'une réunion avec Charlie Whiting qu'ils auront lieu de janvier à juin 2012, soit quelques mois après le Grand Prix du Brésil. Whiting déclare : « Nous espérons construire une nouvelle entrée des stands et agrandir les dégagements dans le dernier virage mais c'est un travail important qui exige de déplacer quelques tribunes permanentes. Nous avons reçu des garanties de la ville de São Paulo qu'elle soutiendrait ce projet. »
Jean Todt, président de la FIA, assure que, bien que conscient des incidents qui se sont produits à Interlagos dans une autre catégorie automobile, les pilotes de Formule 1 ne sont pas en danger car toutes les mesures seront prises pour éviter que de tels accidents se reproduisent. Il poursuit ainsi : « Depuis dix-sept ans, il n'y a eu aucun mort en Formule 1. Nous savons que c'est un sport dangereux, mais la FIA travaille en permanence pour éviter les accidents et réduire les risques. »

### DHL Fastest Lap Award
Depuis 2007, l'entreprise postale DHL remet le DHL Fastest Lap Award au pilote qui a signé le plus grand nombre de meilleurs tours en course au cours de la saison. Malgré la domination de son coéquipier Sebastian Vettel et son absence de victoires, Mark Webber reçoit la récompense : avec six meilleurs tours à l'entame du week-end, il ne peut plus être rejoint en tête de ce classement honorifique,,.

### Pneumatiques
Pour sa première année en Formule 1 depuis 1991, Pirelli conclut au Brésil une saison marquée par un nombre record de dépassements depuis la création du championnat en 1950. Après avoir testé des pneus plus tendres que d'habitude pendant les essais libres du Grand Prix d'Abou Dabi, le manufacturier italien décide de les proposer en course pour la dernière épreuve de l'année. Paul Hembery, directeur de Pirelli Motorsport, annonce en outre qu'il prévoit de fournir des gommes encore plus tendres pour la saison 2012 : « Ce que nous appelons actuellement un « tendre » pourrait devenir un « médium » l'an prochain. [...] L'approche pneumatique sera moins conservatrice, la seconde moitié de la saison ayant démontré à quel point les équipes ont compris nos produits.[...] Il serait intéressant d'entendre les remarques des pilotes sur les nouveaux pneumatiques durs et tendres qui leur seront fournis. »

### DRS
Alors qu'elle avait autorisé deux zones d'utilisation de l'aileron arrière mobile (Drag Reduction System) lors des deux Grands Prix précédents, en Inde et à Abou Dabi, la FIA annonce que le circuit d'Interlagos n'en comptera qu'une seule. L'aileron pourra être activé sur 600 mètres dans la ligne droite entre les virages no 3 et no 4, la ligne de détection de l'écart entre les pilotes se trouvant dans le deuxième virage. Charlie Whiting, directeur de course, estime en effet que la ligne droite principale offre de bonnes opportunités de dépassement et affirme « ne pas vouloir rendre les choses trop faciles »,.

## Essais libres

### Vendredi matin, séance de 10 h
| Pos. | Pilote           | Voiture          | Chrono         | Écart     |
| ---- | ---------------- | ---------------- | -------------- | --------- |
| 1    | Mark Webber      | Red Bull-Renault | 1 min 13 s 811 |           |
| 2    | Jenson Button    | McLaren-Mercedes | 1 min 13 s 825 | + 0 s 014 |
| 3    | Lewis Hamilton   | McLaren-Mercedes | 1 min 13 s 961 | + 0 s 150 |
| 4    | Sebastian Vettel | Red Bull-Renault | 1 min 14 s 025 | + 0 s 214 |
| 5    | Felipe Massa     | Ferrari          | 1 min 14 s 507 | + 0 s 696 |
| 6    | Fernando Alonso  | Ferrari          | 1 min 14 s 541 | + 0 s 730 |

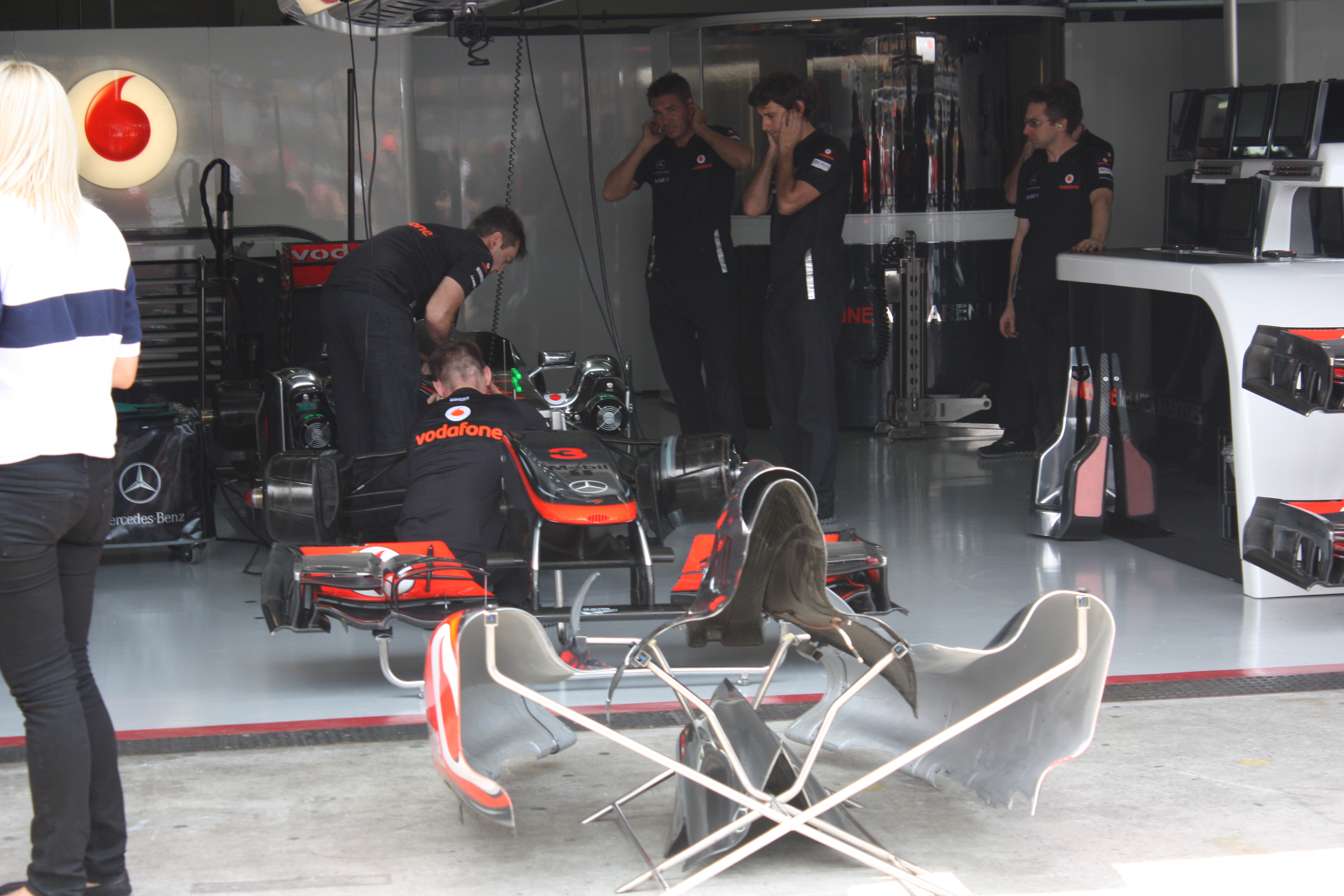
Le stand McLaren à Interlagos.

La température ambiante est de 23 °C et celle de la piste est de 31 °C au départ de la première séance d'essais libres du dernier Grand Prix de la saison. Les pilotes s'élancent immédiatement pour boucler un premier tour d'installation et Michael Schumacher signe le premier temps de référence en 1 min 16 s 778,.
Ce temps est battu par Bruno Senna en 1 min 16 s 774 puis par son coéquipier Romain Grosjean à deux reprises (1 min 16 s 072 puis 1 min 16 s 069). Felipe Massa améliore a plusieurs reprises (1 min 15 s 774, 1 min 15 s 473 et 1 min 15 s 350) mais Lewis Hamilton fait encore mieux en 1 min 15 s 078, 1 min 14 s 503 et enfin 1 min 14 s 296,,.
Alors qu'il reste encore quarante minutes, Sebastian Vettel prend la tête en 1 min 14 s 025, temps amélioré ensuite par Jenson Button en 1 min 13 s 950 puis 1 min 13 s 825. Peu après, Romain Grosjean immobilise sa Renault à la sortie de l'allée des stands à cause d'un souci de boîte de vitesses,. Jean-Éric Vergne, pour sa part, est resté bloqué dans son stand en début de séance à cause d'un problème de SREC,.
- Jean-Éric Vergne, pilote essayeur chez Scuderia Toro Rosso, remplace Sébastien Buemi lors de cette séance d'essais.
- Romain Grosjean, pilote essayeur chez Renault, remplace Vitaly Petrov lors de cette séance d'essais.
- Jan Charouz, pilote essayeur chez HRT Formula One Team, remplace Vitantonio Liuzzi lors de cette séance d'essais.
- Nico Hülkenberg, pilote essayeur chez Force India, remplace Adrian Sutil lors de cette séance d'essais.
- Luiz Razia, pilote essayeur chez Team Lotus, remplace Jarno Trulli lors de cette séance d'essais.

### Vendredi après-midi, séance de 14 h
| Pos. | Pilote             | Voiture          | Chrono         | Écart     |
| ---- | ------------------ | ---------------- | -------------- | --------- |
| 1    | Lewis Hamilton     | McLaren-Mercedes | 1 min 13 s 392 |           |
| 2    | Sebastian Vettel   | Red Bull-Renault | 1 min 13 s 559 | + 0 s 167 |
| 3    | Mark Webber        | Red Bull-Renault | 1 min 13 s 587 | + 0 s 195 |
| 4    | Fernando Alonso    | Ferrari          | 1 min 13 s 598 | + 0 s 206 |
| 5    | Michael Schumacher | Mercedes         | 1 min 13 s 723 | + 0 s 331 |
| 6    | Felipe Massa       | Ferrari          | 1 min 13 s 750 | + 0 s 358 |

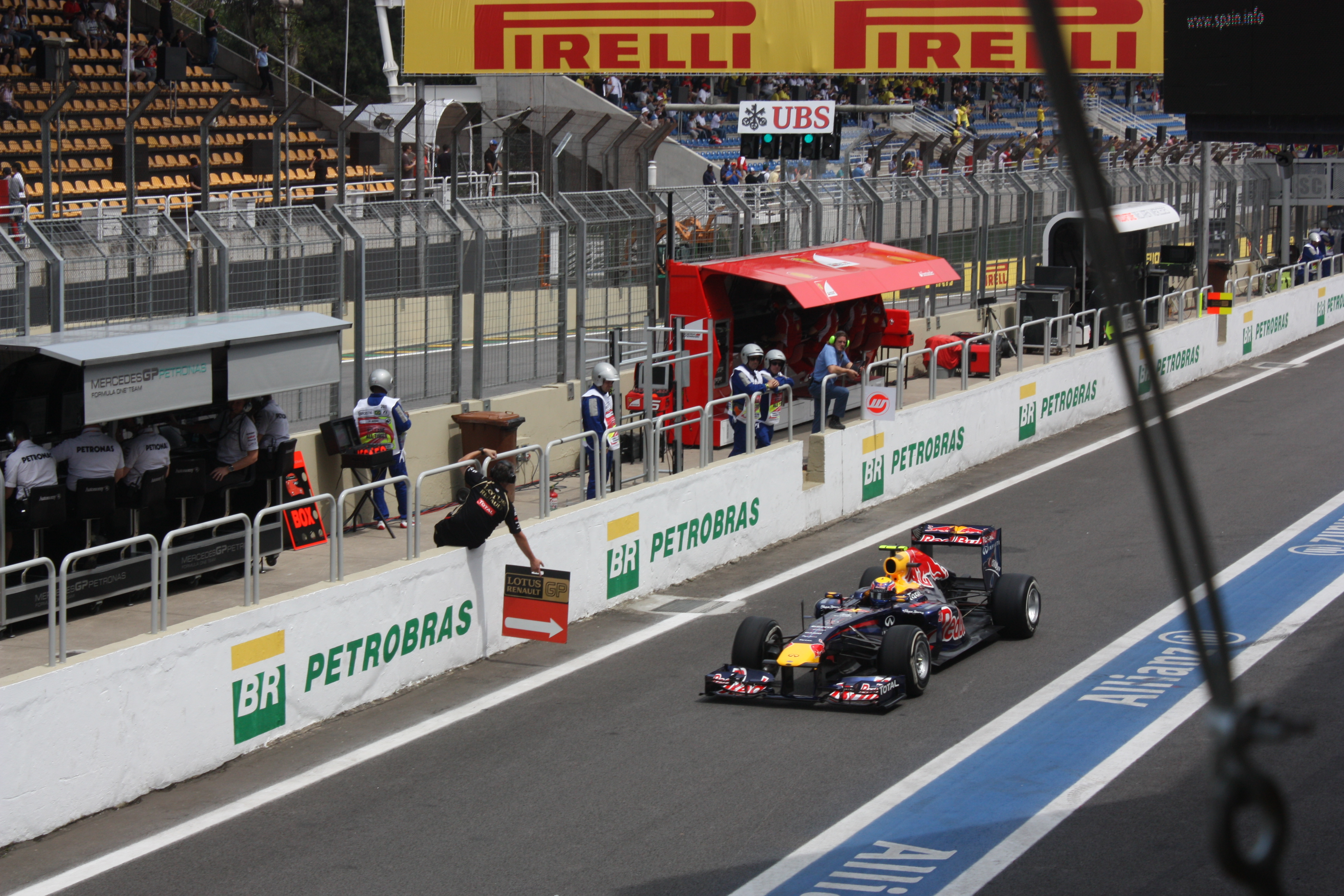
Mark Webber dans la pitlane d'Interlagos.

Le soleil brille, la température ambiante est de 26 °C et celle de la piste est de 47 °C au départ de la seconde séance d'essais libres du Grand Prix du Brésil. Les pilotes s'élancent dès l'ouverture de la piste et Jenson Button signe le premier temps de référence en 1 min 15 s 190,. Son coéquipier Lewis Hamilton améliore peu après en 1 min 13 s 852,,.
À la mi-séance, Michael Schumacher, en pneus tendres, prend la tête en 1 min 13 s 723 mais Hamilton reprend son bien en deux temps (1 min 13 s 653 puis 1 min 13 s 392) et personne n'améliore cette performance alors que Sergio Pérez doit abandonner sa monoplace en panne sur la piste, de même que Fernando Alonso,,.

### Samedi matin, séance de 11 h
| Pos. | Pilote           | Voiture              | Chrono         | Écart     |
| ---- | ---------------- | -------------------- | -------------- | --------- |
| 1    | Sebastian Vettel | Red Bull-Renault     | 1 min 12 s 460 |           |
| 2    | Jenson Button    | McLaren-Mercedes     | 1 min 12 s 547 | + 0 s 087 |
| 3    | Mark Webber      | Red Bull-Renault     | 1 min 12 s 597 | + 0 s 137 |
| 4    | Lewis Hamilton   | McLaren-Mercedes     | 1 min 12 s 622 | + 0 s 162 |
| 5    | Fernando Alonso  | Ferrari              | 1 min 12 s 765 | + 0 s 305 |
| 6    | Adrian Sutil     | Force India-Mercedes | 1 min 13 s 113 | + 0 s 653 |

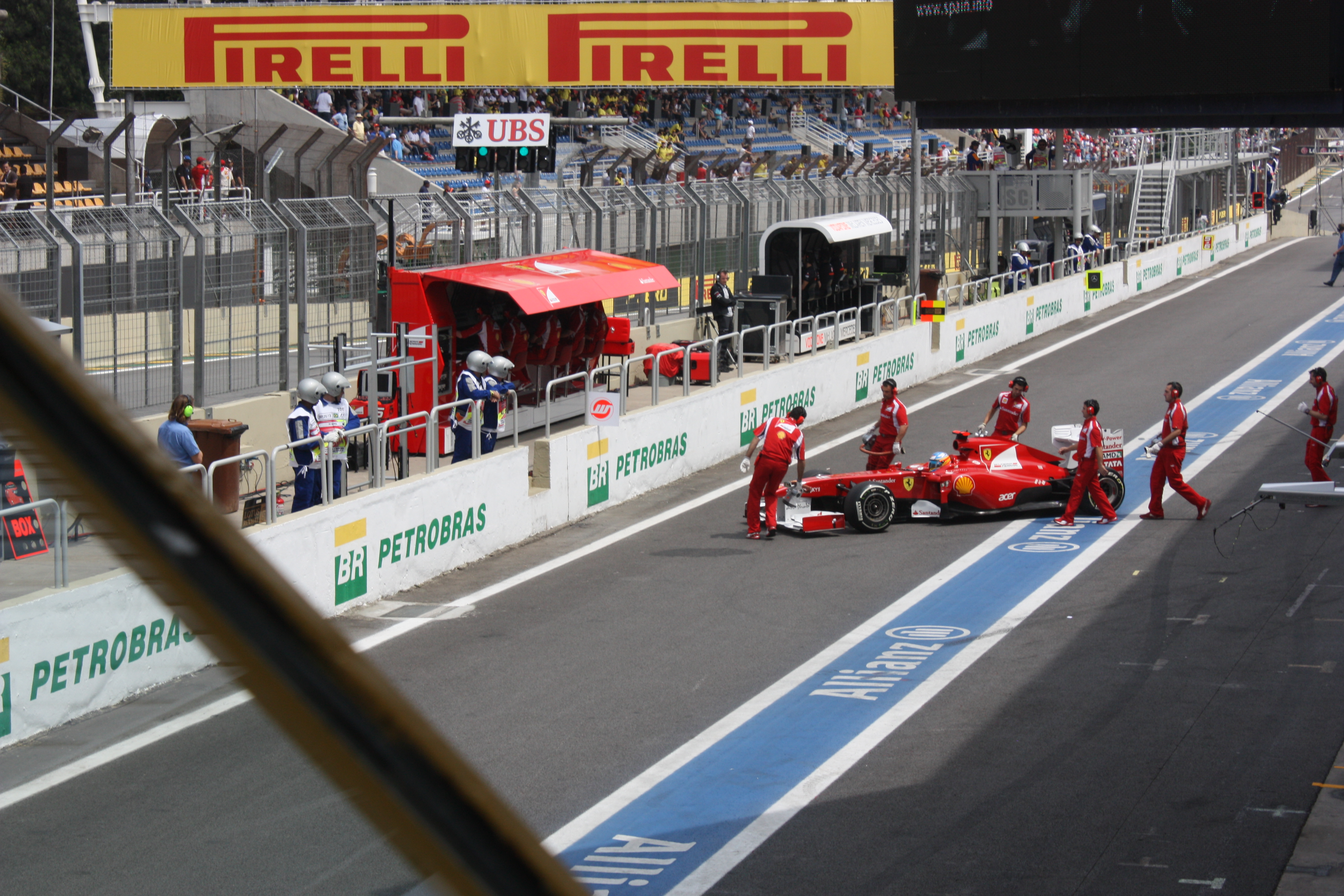
Fernando Alonso lors des essais du samedi.

La température ambiante est de 27 °C et la piste est à 37 °C au départ de la dernière séance d'essais libres. La pluie n'est pas au rendez-vous et les équipes ne peuvent pas adapter leurs voitures aux conditions humides prévues pour la course du lendemain. Bruno Senna signe le premier temps de référence en 1 min 16 s 622 puis l'améliore par deux fois en 1 min 16 s 605 et 1 min 15 s 491,.
Son coéquipier Vitaly Petrov prend les devants en deux temps (1 min 14 s 654 puis 1 min 14 s 489) avant de céder sa place à Lewis Hamilton (1 min 13 s 988) et Sebastian Vettel (1 min 13 s 754). Hamilton reprend le commandement en 1 min 13 s 508 avant d'être battu par son coéquipier Jenson Button (1 min 13 s 442) et Vettel (1 min 13 s 186) à une demi-heure du terme de la session,,.
Quelques minutes plus tard, si certains pilotes montent en piste en pneus tendres, c'est en pneus durs que Mark Webber prend la tête du en 1 min 13 s 154. Peu après, en pneus tendres, Adrian Sutil tourne en 1 min 13 s 113 mais est devancé par Fernando Alonso (1 min 12 s 765), Hamilton (1 min 12 s 622) et Vettel (1 min 12 s 508 puis 1 min 12 s 460),,.
Sébastien Buemi, victime de soucis techniques, n'a bouclé que trois tours d'installation,,.

## Séance de qualifications

### Résultats des qualifications

#### Session Q1

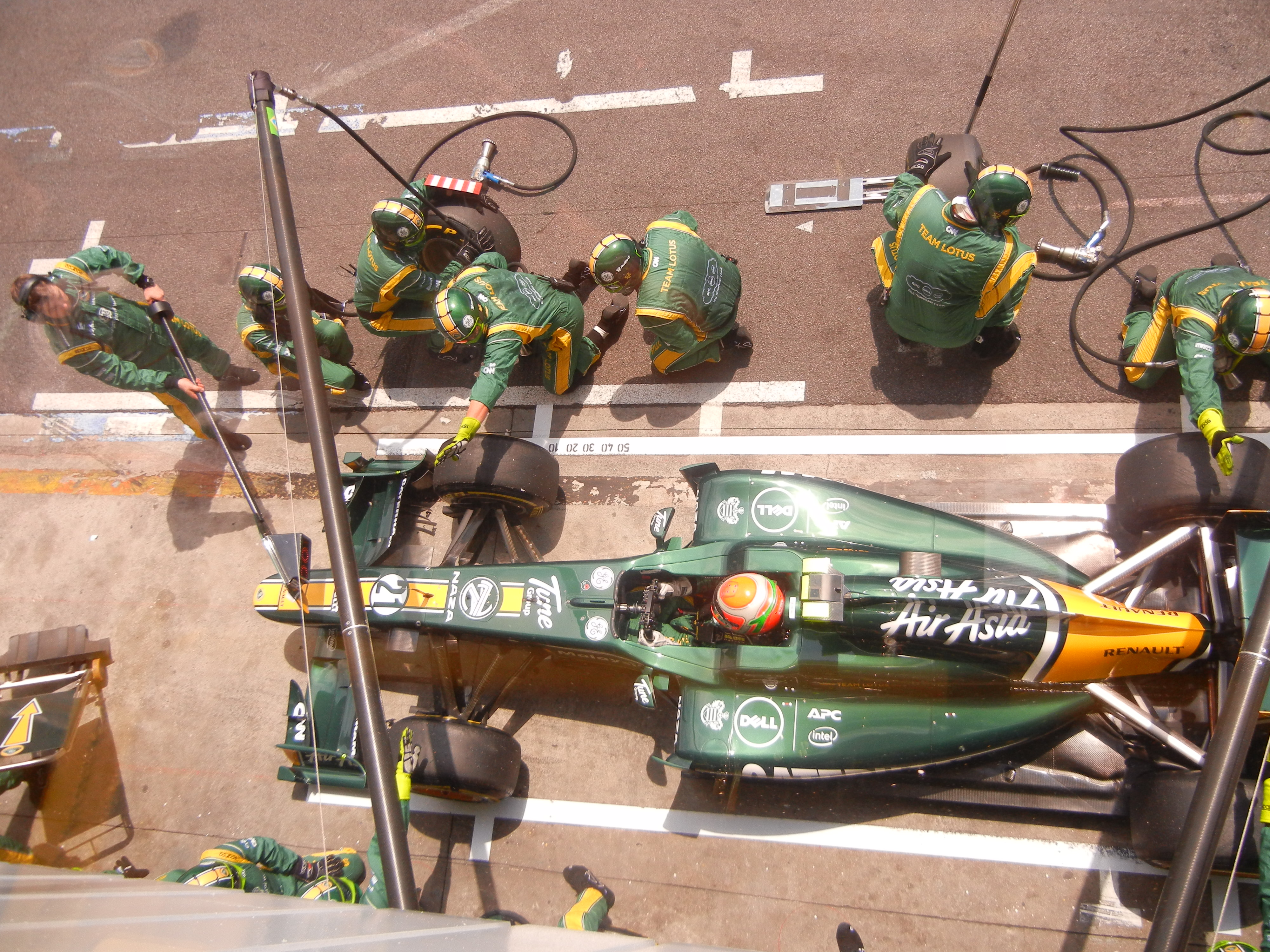
Jarno Trulli dans son stand à Interlagos.

La pluie redoutée n'est toujours pas présente au début de la première partie des qualifications, la température ambiante est de 27 °C et la piste est à 43 °C. Les pilotes s'élancent en piste dès l'ouverture de la session et Lewis Hamilton signe le premier temps de référence en 1 min 13 s 876,,.
Sebastian Vettel améliore instantanément en 1 min 13 s 687 avant d'être devancé par son coéquipier Mark Webber en 1 min 13 s 467. Jenson Button se hisse alors en tête en 1 min 13 s 281 alors que certains pilotes de milieu du plateau chaussent leurs pneus tendres pour accroître leur chance d'accéder à la deuxième partie des qualifications,.
Personne ne parvient à améliorer le temps de Button et les sept pilotes éliminés sont Vitantonio Liuzzi, Daniel Ricciardo, Jérôme d'Ambrosio, Timo Glock, Heikki Kovalainen, Jarno Trulli et Pastor Maldonado,.

#### Session Q2

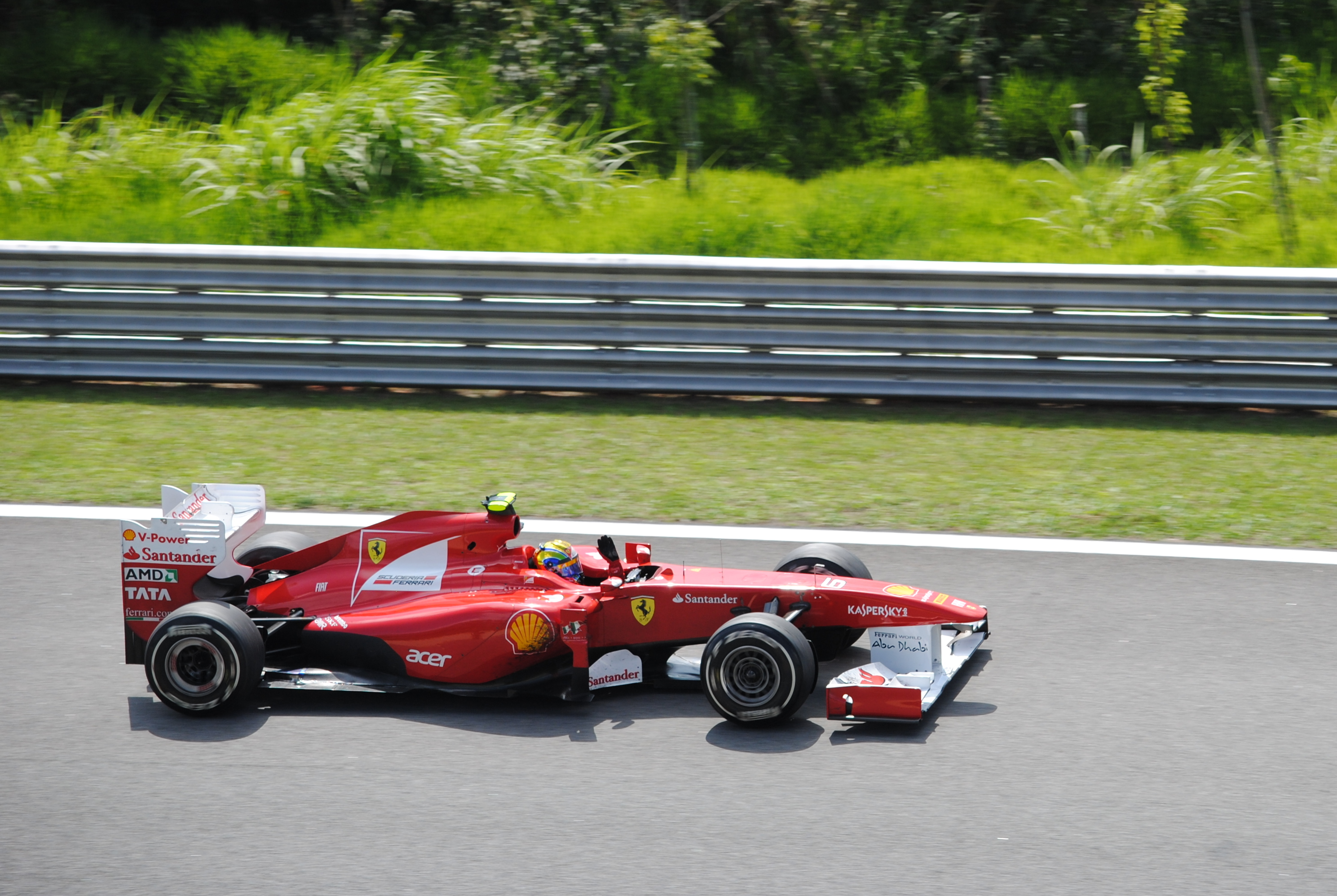
Felipe Massa à Interlagos.

La pluie fait son apparition aux abords du circuit et les pilotes entrent immédiatement en piste afin de signer un temps avant qu'elle ne devienne humide,.
Sebastian Vettel signe le premier temps de référence en 1 min 12 s 446 et personne ne parvient à faire mieux, d'autant que les pilotes des équipes de pointe ne reprennent pas la piste après avoir établi un premier tour qualificatif. Michael Schumacher, seulement onzième et non qualifié, est le seul pilote des écuries de pointe à se relancer alors que son coéquipier Nico Rosberg occupe la deuxième place et reste au stand, comme Vettel, Mark Webber, Lewis Hamilton, Jenson Button et Fernando Alonso,.
Les sept pilotes éliminés sont Sergio Pérez, Kamui Kobayashi, Vitaly Petrov, Sébastien Buemi (victime d'un problème moteur), Jaime Alguersuari, Rubens Barrichello et Paul di Resta,.

#### Session Q3

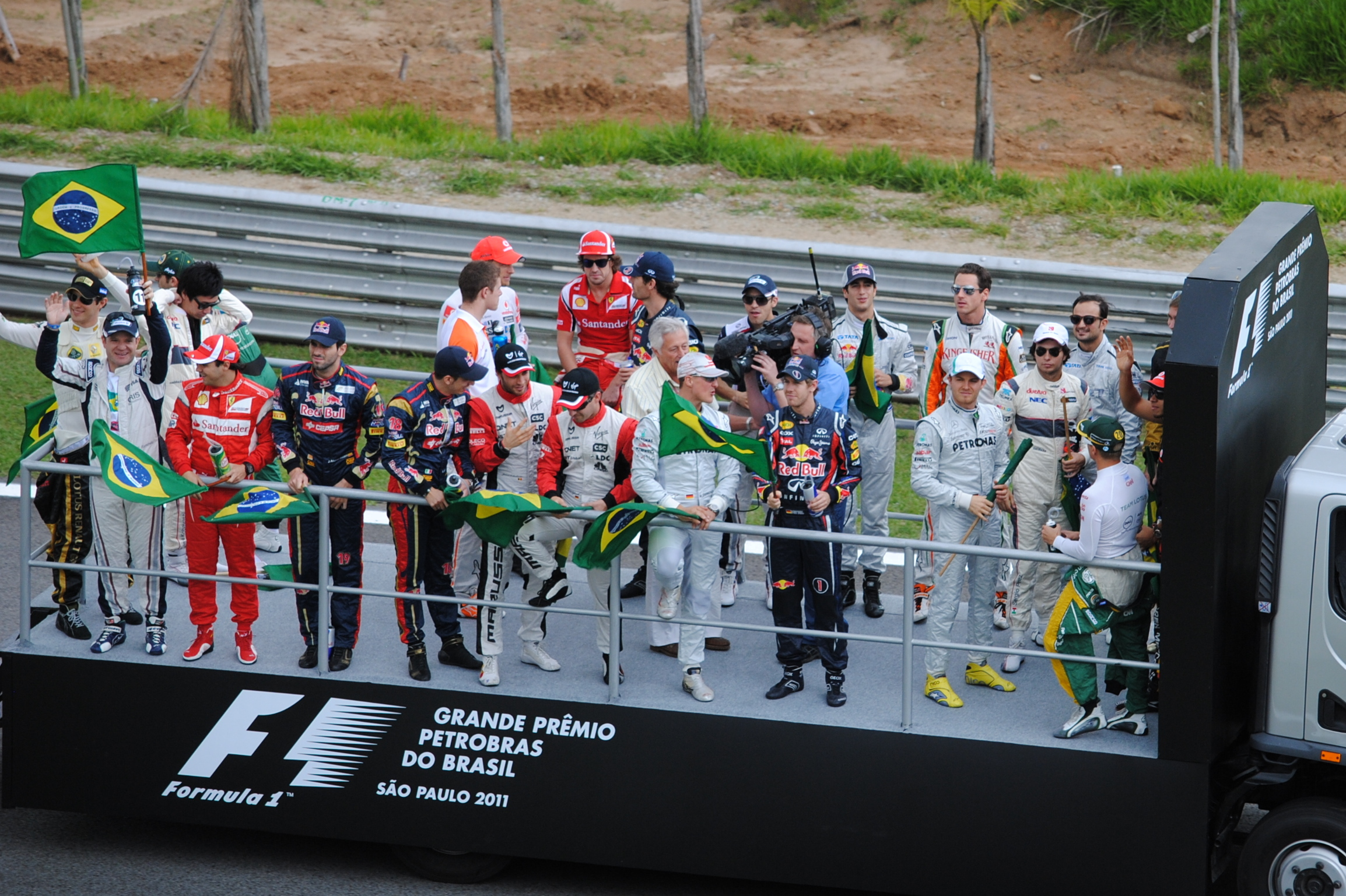
La parade des pilotes à Interlagos.

À l'issue de son premier tour lancé, Sebastian Vettel s'installe en tête du classement en 1 min 12 s 268 et devance Mark Webber, Jenson Button, Fernando Alonso, Lewis Hamilton et Nico Rosberg,,.
Adrian Sutil, Felipe Massa et Bruno Senna ne prennent la piste qu'en fin de session pour un seul tour chronométré tandis que Michael Schumacher s'élance mais rentre immédiatement sans signer le moindre temps.
Pour sa deuxième tentative, Vettel améliore son temps en 1 min 11 s 918, ce qui lui permet de signer sa quinzième pole position de la saison et de battre le record de Nigel Mansell établi en 1992,,.

### Grille de départ

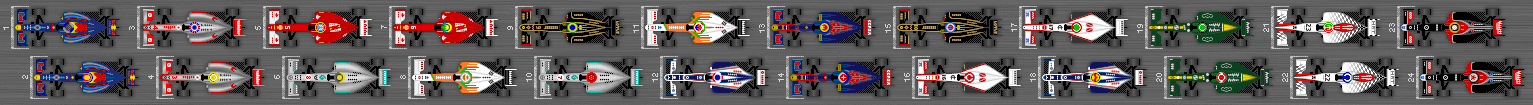
La grille de qualification et de départ du Grand Prix du Brésil 2011.

| Pos.                                                                                      | Pilote                  | Écurie               | Qualifications 1 | Qualifications 2 | Qualifications 3 |
| ----------------------------------------------------------------------------------------- | ----------------------- | -------------------- | ---------------- | ---------------- | ---------------- |
| 1                                                                                         | Sebastian Vettel SREC   | Red Bull-Renault     | 1 min 13 s 664   | 1 min 12 s 446   | 1 min 11 s 918   |
| 2                                                                                         | Mark Webber SREC        | Red Bull-Renault     | 1 min 13 s 467   | 1 min 12 s 658   | 1 min 12 s 099   |
| 3                                                                                         | Jenson Button SREC      | McLaren-Mercedes     | 1 min 13 s 281   | 1 min 12 s 820   | 1 min 12 s 283   |
| 4                                                                                         | Lewis Hamilton SREC     | McLaren-Mercedes     | 1 min 13 s 361   | 1 min 12 s 811   | 1 min 12 s 480   |
| 5                                                                                         | Fernando Alonso SREC    | Ferrari              | 1 min 13 s 969   | 1 min 12 s 870   | 1 min 12 s 591   |
| 6                                                                                         | Nico Rosberg SREC       | Mercedes             | 1 min 14 s 083   | 1 min 12 s 569   | 1 min 13 s 050   |
| 7                                                                                         | Felipe Massa SREC       | Ferrari              | 1 min 14 s 269   | 1 min 13 s 291   | 1 min 13 s 068   |
| 8                                                                                         | Adrian Sutil SREC       | Force India-Mercedes | 1 min 13 s 480   | 1 min 13 s 261   | 1 min 13 s 298   |
| 9                                                                                         | Bruno Senna SREC        | Renault              | 1 min 14 s 453   | 1 min 13 s 300   | 1 min 13 s 761   |
| 10                                                                                        | Michael Schumacher SREC | Mercedes             | 1 min 13 s 694   | 1 min 13 s 571   | Pas de temps     |
| 11                                                                                        | Paul di Resta SREC      | Force India-Mercedes | 1 min 13 s 733   | 1 min 13 s 584   |                  |
| 12                                                                                        | Rubens Barrichello SREC | Williams-Cosworth    | 1 min 14 s 117   | 1 min 13 s 801   |                  |
| 13                                                                                        | Jaime Alguersuari SREC  | Toro Rosso-Ferrari   | 1 min 14 s 225   | 1 min 13 s 804   |                  |
| 14                                                                                        | Sébastien Buemi SREC    | Toro Rosso-Ferrari   | 1 min 14 s 500   | 1 min 13 s 919   |                  |
| 15                                                                                        | Vitaly Petrov SREC      | Renault              | 1 min 13 s 859   | 1 min 14 s 053   |                  |
| 16                                                                                        | Kamui Kobayashi SREC    | Sauber-Ferrari       | 1 min 14 s 571   | 1 min 14 s 129   |                  |
| 17                                                                                        | Sergio Pérez SREC       | Sauber-Ferrari       | 1 min 14 s 430   | 1 min 14 s 182   |                  |
| 18                                                                                        | Pastor Maldonado SREC   | Williams-Cosworth    | 1 min 14 s 625   |                  |                  |
| 19                                                                                        | Heikki Kovalainen       | Lotus-Renault        | 1 min 15 s 068   |                  |                  |
| 20                                                                                        | Jarno Trulli            | Lotus-Renault        | 1 min 15 s 358   |                  |                  |
| 21                                                                                        | Vitantonio Liuzzi       | HRT-Cosworth         | 1 min 16 s 631   |                  |                  |
| 22                                                                                        | Daniel Ricciardo        | HRT-Cosworth         | 1 min 16 s 890   |                  |                  |
| 23                                                                                        | Jérôme d'Ambrosio       | Virgin-Cosworth      | 1 min 17 s 019   |                  |                  |
| 24                                                                                        | Timo Glock              | Virgin-Cosworth      | 1 min 17 s 060   |                  |                  |
| Temps minimal à réaliser pour la qualification : 1 min 18 s 410 (107 % de 1 min 13 s 281) |                         |                      |                  |                  |                  |

## Course

### Déroulement de l'épreuve

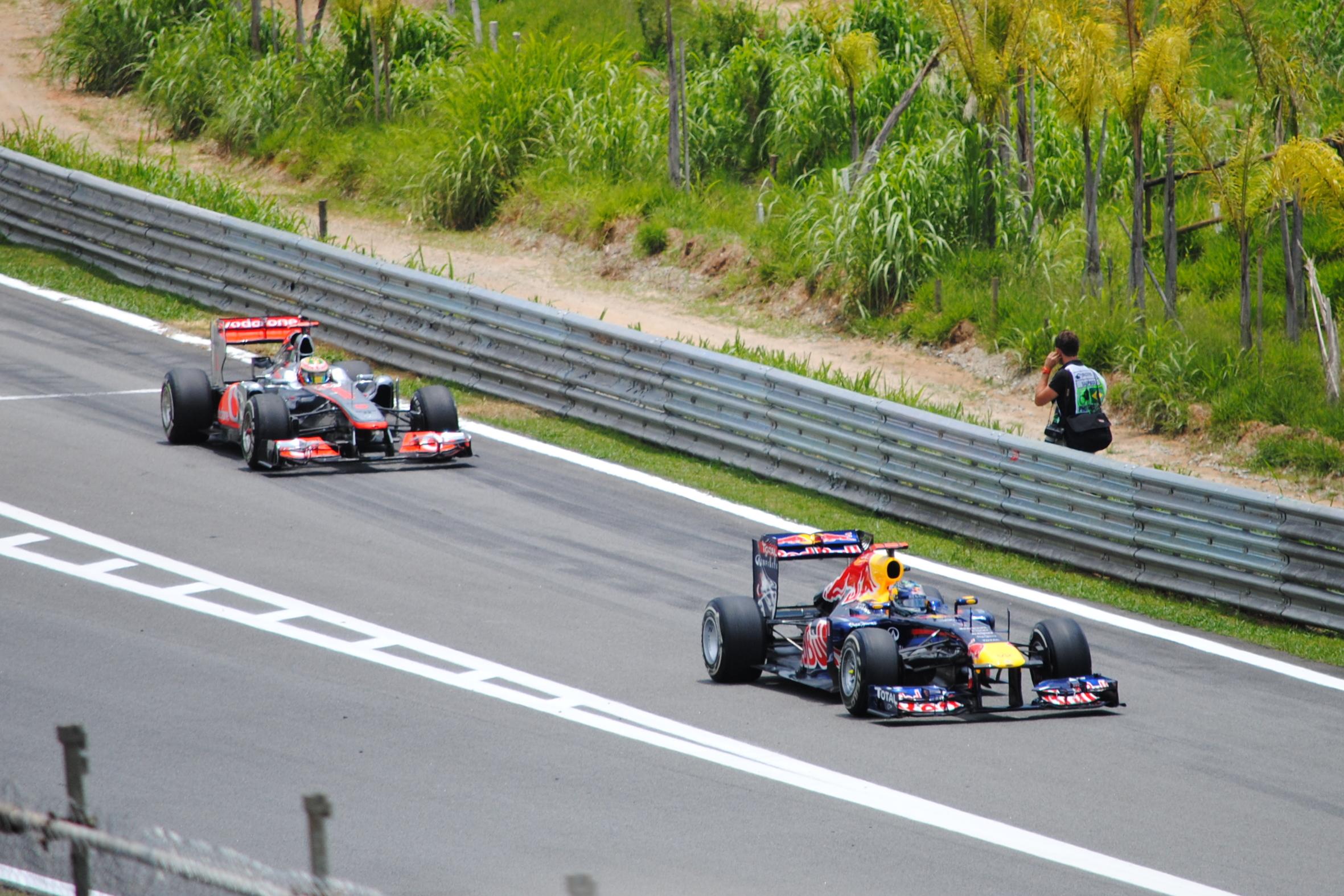
Sebastian Vettel précède Lewis Hamilton.

Alexander Wurz (69 départs en Grands Prix de Formule 1, trois podiums, vainqueur des 24 Heures du Mans en 1996 et 2009) a été nommé conseiller par la FIA pour aider dans son jugement le groupe des commissaires de course lors de ce Grand Prix,.
La température ambiante est de 25 °C et celle de la piste est de 47 °C sur la ligne de départ. Malgré les prévisions pessimistes, la pluie n'est pas présente à Interlagos. À l'extinction des feux, Sebastian Vettel, en pole position, s'engouffre en tête dans le premier virage devant son coéquipier Mark Webber, Jenson Button, Fernando Alonso et Lewis Hamilton qui perd donc une place au profit de son rival espagnol.
Au premier passage sur la ligne de départ, Vettel devance Webber, Button, Alonso, Hamilton, Felipe Massa, Nico Rosberg, Adrian Sutil, Bruno Senna, Paul di Resta, Michael Schumacher, Vitaly Petrov, Sébastien Buemi et Kamui Kobayashi. Sebastian Vettel creuse rapidement l'écart sur ses rivaux et, au cinquième passage, possède trois secondes d'avance sur Webber, six sur Button et Alonso et sept sur Hamilton.
Dans le neuvième tour, Michael Schumacher attaque Bruno Senna à l'extérieur du premier virage. Senna se rabat sur l'Allemand et casse son aileron avant sur le pneu arrière de Schumacher qui doit rentrer à son stand au ralenti, pneu crevé. Bruno Senna est alors pénalisé d’une drive-through qu'il effectue peu après. Pendant ce temps, Alonso dépasse Button et occupe la troisième place de la course. Senna change ses pneus au douzième tour, Petrov au suivant, Sutil au quatorzième, Button au quinzième, Alonso, Hamilton, Rosberg, Barrichello au suivant, Vettel, di Resta, Maldonado, Kovalainen au dix-septième, Webber au dix-huitième. Au vingt-quatrième tour, lorsque tous les pilotes ont chaussé des gommes neuves, Vettel devance son coéquipier de trois secondes, Alonso de 8 s, Button de 10 s, Hamilton à 13 s, Massa de 23 s ; suivent Sutil, Rosberg, Petrov et di Resta,,.
Vettel rencontre alors des soucis avec sa boîte de vitesses et son stand lui conseille d'éviter de rétrograder en seconde. Quelques minutes plus tard, Webber rattrape son coéquipier qui le laisse passer à l'entame du vingt-neuvième tour. Petrov change ses pneus dans le trentième tour, Button, Sutil au suivant, Kovalainen au trente-deuxième, Hamilton, Schumacher au trente-troisième, Barrichello au suivant, Alonso au trente-cinquième, Webber au trente-huitième, Vettel au suivant. Pendant cette deuxième vague de changement de pneumatiques, Lewis Hamilton doit abandonner à cause d’un problème de boîte de vitesses. À l'issue des passages par les stands, Webber est toujours en tête devant Vettel, Alonso, Button, Massa, Rosberg et Sutil. Button et Schumacher s'arrêtent pour la dernière fois dans le cinquante-deuxième tour, Alonso au cinquante-quatrième, Webber au cinquante-huitième, Vettel au suivant. Quelques minutes plus tard, Button dépasse Alonso pour le gain de la troisième place,,.
Mark Webber remporte donc sa première victoire de la saison et Sebastian Vettel permet à son écurie de signer un nouveau doublé cette saison. Jenson Button termine troisième de l’épreuve et devance Alonso, Massa, Sutil, Rosberg, di Resta, Kobayashi et Petrov,,.

### Classement de la course
| Pos. | no | Pilote                  | Écurie               | Tours | Temps/Abandon                      | Grille | Points |
| ---- | -- | ----------------------- | -------------------- | ----- | ---------------------------------- | ------ | ------ |
| 1    | 2  | Mark Webber SREC        | Red Bull-Renault     | 71    | 1 h 32 min 17 s 464 (198,877 km/h) | 2      | 25     |
| 2    | 1  | Sebastian Vettel SREC   | Red Bull-Renault     | 71    | + 16 s 983                         | 1      | 18     |
| 3    | 4  | Jenson Button SREC      | McLaren-Mercedes     | 71    | + 27 s 638                         | 3      | 15     |
| 4    | 5  | Fernando Alonso SREC    | Ferrari              | 71    | + 35 s 048                         | 5      | 12     |
| 5    | 6  | Felipe Massa SREC       | Ferrari              | 71    | + 1 min 06 s 733                   | 7      | 10     |
| 6    | 14 | Adrian Sutil SREC       | Force India-Mercedes | 70    | + 1 tour                           | 8      | 8      |
| 7    | 8  | Nico Rosberg SREC       | Mercedes             | 70    | + 1 tour                           | 6      | 6      |
| 8    | 15 | Paul di Resta SREC      | Force India-Mercedes | 70    | + 1 tour                           | 11     | 4      |
| 9    | 16 | Kamui Kobayashi SREC    | Sauber-Ferrari       | 70    | + 1 tour                           | 16     | 2      |
| 10   | 17 | Vitaly Petrov SREC      | Renault              | 70    | + 1 tour                           | 15     | 1      |
| 11   | 19 | Jaime Alguersuari SREC  | Toro Rosso-Ferrari   | 70    | + 1 tour                           | 13     |        |
| 12   | 18 | Sébastien Buemi SREC    | Toro Rosso-Ferrari   | 70    | + 1 tour                           | 14     |        |
| 13   | 17 | Sergio Pérez SREC       | Sauber-Ferrari       | 70    | + 1 tour                           | 17     |        |
| 14   | 11 | Rubens Barrichello SREC | Williams-Cosworth    | 70    | + 1 tour                           | 12     |        |
| 15   | 7  | Michael Schumacher SREC | Mercedes             | 70    | + 1 tour                           | 10     |        |
| 16   | 20 | Heikki Kovalainen       | Lotus-Renault        | 69    | + 2 tours                          | 19     |        |
| 17   | 9  | Bruno Senna SREC        | Renault              | 69    | + 2 tours                          | 9      |        |
| 18   | 21 | Jarno Trulli            | Lotus-Renault        | 69    | + 2 tours                          | 20     |        |
| 19   | 25 | Jérôme d'Ambrosio       | Virgin-Cosworth      | 68    | + 3 tours                          | 23     |        |
| 20   | 22 | Daniel Ricciardo        | HRT-Cosworth         | 68    | + 3 tours                          | 22     |        |
| Abd. | 23 | Vitantonio Liuzzi       | HRT-Cosworth         | 61    | Alternateur                        | 21     |        |
| Abd. | 3  | Lewis Hamilton SREC     | McLaren-Mercedes     | 46    | Boîte de vitesses                  | 4      |        |
| Abd. | 12 | Pastor Maldonado SREC   | Williams-Cosworth    | 26    | Tête-à-queue                       | 18     |        |
| Abd. | 24 | Timo Glock              | Virgin-Cosworth      | 21    | Perte de roue                      | 24     |        |

### Pole position et record du tour
Sebastian Vettel signe la trentième pole position de sa carrière, sa première à Interlagos et sa quinzième de la saison. Mark Webber signe le treizième meilleur tour en course de sa carrière, son septième de la saison et son deuxième sur ce circuit.
- Pole position :  Sebastian Vettel (Red Bull-Renault) en 1 min 11 s 918 (215,696 km/h)[54].
- Meilleur tour en course :  Mark Webber (Red Bull-Renault) en 1 min 15 s 324 (205,942 km/h) au soixante-et-onzième tour[55].

### Tours en tête
Profitant de sa pole position, Sebastian Vettel mène la course jusqu'à son premier arrêt au stand où il laisse le commandement à son coéquipier Mark Webber. Lorsque celui-ci s'arrête à son tour, Felipe Massa pointe en tête pendant deux tours et, lorsqu'il effectue son arrêt au stand, Vettel reprend la première place de la course. Il rencontre alors des soucis avec sa boîte de vitesses et se laisse dépasser par son coéquipier Webber à l'entame du vingt-neuvième tour. Les deux coéquipier échangent temporairement leurs positions à la faveur de la deuxième salve d'arrêts aux stands. La situation se reproduit à l'occasion d'une troisième salve de changement de pneumatiques. Finalement, Webber conserve la position de tête jusqu'au drapeau à damier.
- Sebastian Vettel : 28 tours (1-16 / 21-29 / 38-39 / 59)[56]
- Mark Webber : 41 tours (17-18 / 30-37 / 40-58 / 60-71)
- Felipe Massa : 2 tours (19-20)

## Après-course

### Écuries sur le podium
Pour conclure une saison décevante par rapport à celle de son coéquipier Sebastian Vettel, Mark Webber remporte son seul succès de l'année lors de l'ultime épreuve, à la faveur d'une défaillance mécanique sur la monoplace de son coéquipier. Il reconnaît que sa bataille avec Vettel n'a pas été très intense parce qu'il avait un problème mais que ses performances étaient bonnes du fait qu'il se sentait bien dans la voiture. Il déclare : « C'est une victoire importante pour moi et un doublé important pour l'équipe qui finit la saison au sommet. » Grâce à cette victoire, il reprend in extremis la troisième place du championnat du monde et envisage la saison suivante avec sérénité : « Je pense que ça ira mieux. J'ai mal démarré cette année mais je regarderai tous les domaines pour améliorer ce que je dois améliorer. Mais quand la barre est à un si haut niveau, il n'y a pas que Sebastian à surveiller. Il y a aussi Jenson [Button], Fernando [Alonso] et tous les autres qui sont au top niveau. Je suis ravi de me battre contre eux. » Sebastian Vettel subit un problème de boîte de vitesses qui l'oblige à laisser la victoire à son équipier mais parvient contre toute attente à assurer le doublé pour Red Bull. Alors que certains observateurs pensent que ce souci technique est une machination de l'écurie pour offrir à Webber une victoire en 2011, ce que le directeur technique Christian Horner dément catégoriquement,, Vettel confirme avoir été victime d'un problème technique et devait utiliser des rapports plus hauts pour économiser la boîte de vitesses. Pour autant, il tient à féliciter son coéquipier qui méritait de remporter la course, ainsi que son écurie : « En abordant la saison nous pensions avoir une voiture compétitive et que nous pourrions peut-être gagner quelques courses mais ça a été phénoménal. L'équipe n'a presque pas fait d'erreur et a incroyablement haussé son niveau par rapport aux deux dernières années. »,
Martin Whitmarsh, directeur de McLaren Racing, félicite Jenson Button pour avoir selon lui magnifiquement piloté toute l'année, surtout durant la deuxième partie de la saison où il a obtenu huit podiums lors des neuf dernières courses. Le pilote britannique obtient en effet une troisième place satisfaisante qui lui permet d'asseoir son deuxième rang au championnat du monde des pilotes. Il explique que son résultat est lié à ses pneus durs très efficaces qui lui ont permis de doubler Fernando Alonso dans le dernier relais. Il ajoute toutefois : « La troisième place était la meilleure que je pouvais obtenir, c'est comme si je n'avais bouclé que des tours de qualification. [...] J'ai eu douze podiums sur dix-neuf Grands Prix cette saison et il y a beaucoup de points positifs à retenir de cette année. Nous allons avoir un bon hiver et en sortir en nous battant dès la première course. Nous voulons rendre ça difficile pour Red Bull en 2012. », Son coéquipier Lewis Hamilton abandonne en raison d'un problème mécanique mais pense déjà à la saison à venir : « La saison a été très longue et je suis impatient de prendre une pause, de passer du temps avec ma famille et mes amis et de m'entraîner pour bien attaquer la saison prochaine. » Il profite de cette dernière course pour régler son différend avec Felipe Massa, les deux pilotes s'étant accrochés à de nombreuses reprises au cours de l'année. Après une accolade à son rival, il déclare avoir beaucoup de respect pour son adversaire.

### Écuries dans les points
Malgré une Ferrari 150° Italia moins performante que la Red Bull RB7 et la McLaren MP4-26, Fernando Alonso réalise une bonne saison, marquant plus de points qu'en 2010 et échouant à un seul point de la troisième place du championnat du monde des pilotes. Malgré cette déception, il estime avoir géré sa course à la perfection tant au niveau du départ, de la stratégie et du travail de l'équipe dans les stands. Pour lui, le Grand Prix est à l'image de toute la saison : l'équipe a cherché à faire de son mieux, en se battant pour obtenir un podium avec une voiture qui n'est pas aussi bonne que celle des autres écuries de pointe. Il réaffirme sa confiance totale en ses ingénieurs et dans son équipe en déclarant : « Il ne faut pas oublier que nous avons terminé dix fois sur le podium et marqué plus de points que l'année dernière. Perdre la troisième place au championnat des pilotes n'est vraiment pas un gros problème : la première place est la seule qui compte vraiment. », Au contraire de son équipier, Felipe Massa, qui a accompli une saison en demi-teinte, devient le premier pilote Ferrari depuis Ivan Capelli en 1992 à ne monter sur aucun podium sur l'ensemble d'une saison, ne décrochant pas mieux que des cinquièmes places. Tout à sa déception, il tente de relativiser : « Cette course difficile met un terme à un week-end qui n'a pas été très satisfaisant sur le plan technique. [...] J'aurais préféré fêter mon centième Grand Prix pour Ferrari d'une autre manière [...] Je vais tout faire pour ne plus jamais revivre une saison aussi décevante. », Le pilote brésilien prend aussi acte des excuses d'Hamilton et le remercie de son geste.
L'équipe Force India réalise une belle performance à Interlagos, plaçant ses deux pilotes dans les points pour assurer sa sixième place au championnat du monde des constructeurs. Adrian Sutil, sixième de la course et neuvième du championnat du monde des pilotes, se réjouit de sa performance qui couronne, selon lui, un très bon week-end au cours duquel tout s'est passé comme prévu. Il révèle que sa neuvième place finale au championnat du monde constituait son objectif de début de saison. Toutefois, malgré de bons résultats pour sa cinquième année dans l'écurie indienne, le pilote allemand n'est pas sûr d'être conservé bien qu'il ait un contrat valide pour la saison 2012. Il déclare avoir fait de son mieux pour son équipe mais « [...] tout va très vite en Formule 1. Je sais comment ça se passe. On n'est jamais sûr à 100 % d'être présent, même avec un contrat. L'argent achète tout, fait et défait les contrats. » En effet, Nico Hülkenberg pourrait faire son retour en Formule 1 après un an d'absence et estime avoir de très grandes chances de revenir à la discipline dès la saison prochaine, au sein de Force India. Paul di Resta, assuré de continuer l'aventure en 2012, conclut une première saison prometteuse en se classant huitième. Il se réjouit de sa première saison en Formule 1, d'autant qu'il a contribué à ce que son équipe se classe sixième du championnat. Il déclare : « L'équipe l'a bien mérité et je veux remercier chacun pour son aide et son soutien au cours de cette année incroyable. »
Aux dires de son vice-président Norbert Haug, Mercedes Grand Prix termine 2011 sur une note décevante, ne réalisant pas une fin de saison parfaite et en n'obtenant pas les résultats attendus lors de l'ultime course de l'année. Nico Rosberg, qui n'a réalisé aucun dépassement en course et termine septième se montre déçu de sa fin de saison où il pensait finir plus haut que la septième place. Il annonce que son écurie devra beaucoup travailler pour développer une meilleure voiture en 2012. Alors qu'il réalise régulièrement les meilleurs premiers tours,,, Michael Schumacher ne prend cette fois pas un bon départ et perd une place au terme de la première boucle. Il est ensuite accroché par Bruno Senna et se retrouve en dernière position avant de terminer quinzième. Cet accrochage lui rappelle le Grand Prix automobile du Brésil 2006, sa dernière course avant sa première retraite qui s'est terminée dans les mêmes circonstances. Tout comme son coéquipier, il nourrit de grands espoirs pour 2012 en déclarant : « Nous attendons la saison prochaine avec beaucoup d'impatience. Tous les gars travaillent d'arrache-pied pour nous amener au niveau où nous devrions être — c'est-à-dire plus près de la victoire. J'espère que l'année prochaine sera le premier pas dans cette direction. »
Kamui Kobayashi, seizième sur la grille de départ et neuvième à l'arrivée, est content de sa performance et fier de son équipe qui a beaucoup travaillé pour rebondir après une mauvaise séance de qualification. Il se réjouit d'avoir marqué des points dans les deux dernières courses de la saison et de finir devant Toro Rosso. Pourtant, il concède avoir souffert lors de la seconde partie de saison et confie que l'équipe devra beaucoup travailler durant l'intersaison pour conserver sa place dans la hiérarchie. Alors que le marché des transferts est en pleine effervescence, il dévoile les plans de son écurie en déclarant : « Je pense que c'est bien de garder les mêmes pilotes dans l'équipe. » Treizième, Sergio Pérez réalise une piètre performance marquée par un tête-à-queue mais tire un bilan positif de sa première saison en Formule 1 : « Aujourd'hui, le principal objectif de l'équipe était de garder la septième place du championnat. Je suis très content qu'il ait été atteint même si je n'ai pas pu y contribuer cette fois-ci. Après tout ce qui s'est passé, je suis content de ma première saison. J'ai beaucoup appris et, fort de cette expérience, je veux faire du bon boulot en 2012. » Peter Sauber, directeur de l'écurie, se félicite d'avoir gagné une place au championnat du monde des constructeurs par rapport à l'année précédente, ce qui est bon pour le moral de l'ensemble de son équipe. Il tient à remercier Kobayashi qui a repris des places dans les premiers tours et a roulé rapidement et régulièrement.
Vitaly Petrov se réjouit d'offrir à Renault son premier point depuis Suzuka en remontant cinq positions pour terminer dixième après avoir raté sa séance de qualification. Il reste persuadé de poursuivre avec son équipe actuelle en 2012 en annonçant : « J'aurais voulu inscrire plus de points cette année. [...] J'espère que l'année prochaine nous serons en mesure de faire mieux ensemble. » Malgré une qualification bien meilleure que celle de son coéquipier, Bruno Senna réalise une course décevante devant son public. En effet, il a été victime d'un problème de boîte de vitesses puis coupable d'un accrochage sur Michael Schumacher qui lui a valu un drive-through. Cette pénalité lui vaut de perdre huit places et de terminer dix-septième de son Grand Prix national. Il avoue ressentir une grande déceptionet regrette de n'avoir pu offrir à ses fans une meilleure prestation en course. Éric Boullier, directeur de l'écurie, tente de se satisfaire du résultat même s'il sait que son équipe a failli perdre sa cinquième place au championnat du monde des constructeurs : « Nous pouvons tirer du positif de ce week-end [...] nous avons pris un point lors de cette ultime course de la saison. [...] Toute l'équipe a encore fourni de très gros efforts ce week-end et je remercie chacun pour cela. »

### Écuries hors des points
La Scuderia Toro Rosso visait la septième place du championnat détenue par Sauber mais ses deux pilotes échouent à la porte des points. Après de bons résultats en Corée et en Inde, l'écurie ne marque aucun point à Abou Dabi et au Brésil et conclut sa saison à trois points de l'équipe suisse. Jaime Alguersuari, onzième de la course, déclare que la course a été difficile pour lui dès son entame car il avait une mauvaise motricité à la sortie des virages lents et éprouvait beaucoup de mal à suivre Buemi et Pérez. Tout comme Petrov chez Renault, il reste confiant quant à son avenir chez Toro Rosso en rappelant qu'il termine la saison avec 26 points alors qu'il n'en avait inscrit que 5 l'année précédente et espère : « poursuivre ces progrès en faisant mieux l'an prochain. » Sébastien Buemi se classe douzième, à dix secondes de son coéquipier mais insiste sur le fait qu'il a fait de son mieux. Il poursuit en disant que si l'équipe technique a bien travaillé, cela ne suffit pas à la rendre suffisamment compétitive. Tout comme son coéquipier, il demeure confiant quant à son avenir chez Toro Rosso en déclarant : « [...] nous devons progresser d'ici l'an prochain si nous voulons faire mieux que ça. »

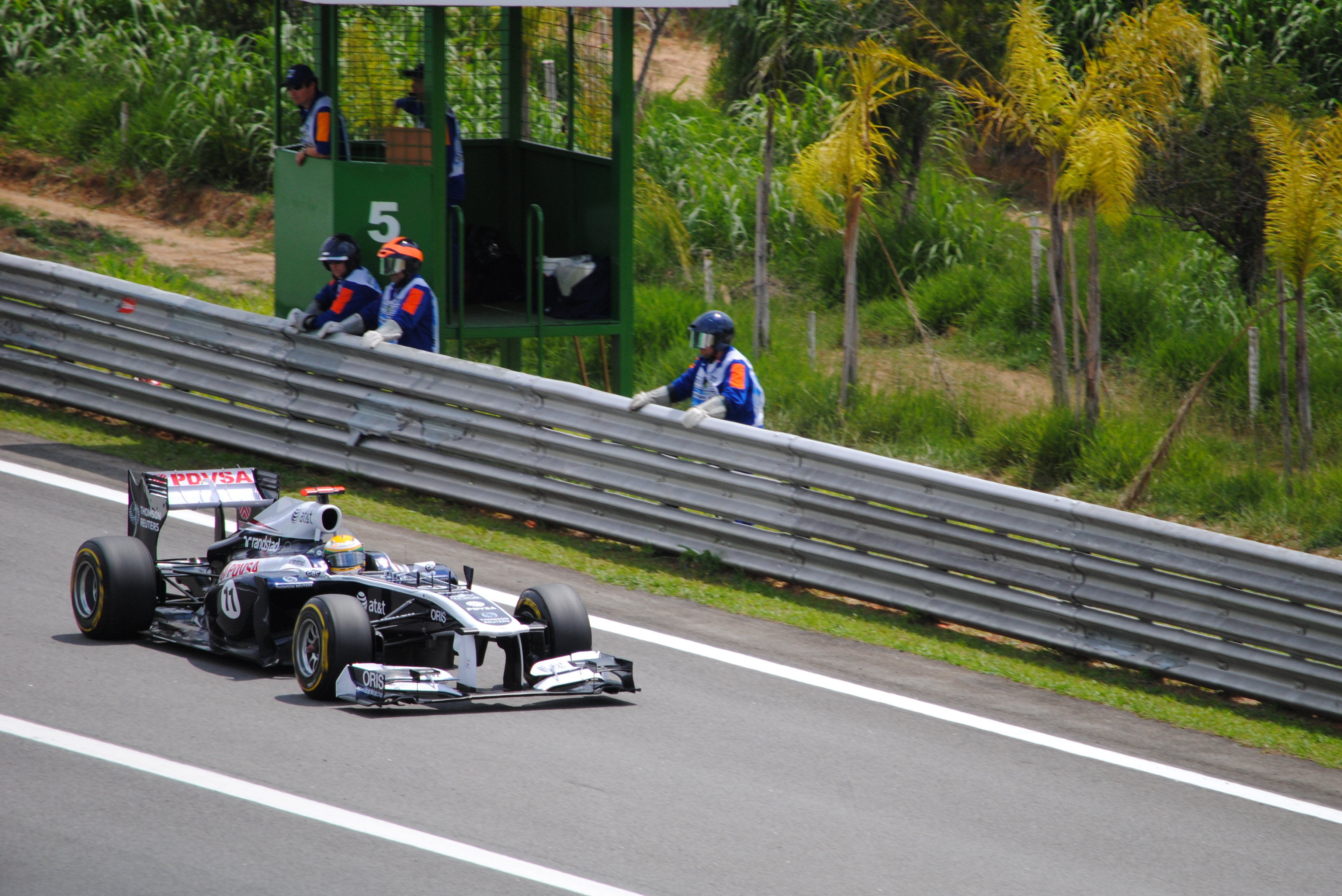
Rubens Barrichello dispute, à domicile, le dernier Grand Prix de sa carrière.

Malgré son souhait de rester en Formule 1 pour la saison 2012, Rubens Barrichello, détenteur du record de départs dans la discipline avec 323 courses depuis 1993, dispute probablement son dernier Grand Prix devant son public. Philosophe après une anonyme quatorzième place au volant d'une monoplace peu performante qu'il estimait incapable de l'amener dans les points, il préfère remercier son écurie et croire en ses chances de conserver son volant en 2012 : « [...] nous avons eu une saison difficile mais nous sommes restés unis. Il y a eu beaucoup de commentaires au cours du week-end mais je crois que je serai de retour la saison prochaine. » Loin des dix-neuf saisons de Barrichello, Pastor Maldonado achève sa première année en Formule 1 par un abandon dû à un tête-à-queue. Avec un seul point inscrit au cours de la saison, qui porte à cinq le total de Williams, le Vénézuélien est déçu d'avoir perdu de nombreuses places pendant l'épreuve, alors qu'il avait pris un bon départ, à cause de mauvais réglages de l'aileron arrière qui l'ont pénalisé en vitesse de pointe dans la longue ligne droite. Il explique que son abandon, après avoir passé son coéquipier Senna dans le vingt-sixième tour, est dû à un survirage.
Même si elle n'inscrit aucun point au cours de la saison, l'écurie Team Lotus s'assure pour la deuxième année consécutive la dixième place du championnat des constructeurs, ce qui lui permet de recevoir une importante subvention de la part de la FOM. En effet, la prime passe de 5 millions d'euros à 23 millions. Tony Fernandes, directeur de l'équipe, très ému et au bord des larmes se montre satisfait du travail accompli après deux saisons au plus haut niveau de la compétition automobile. Il souhaite désormais se tourner vers l'avenir, sans pour autant oublier le passé : « Nous avons une vraie base solide sur laquelle construire. [...] On peut dorénavant se tourner vers notre nouvelle vie en tant que Caterham F1 Team et dire au revoir à Team Lotus. J'espère qu'on aura rendu fier Colin Chapman. » Pour ajouter à la joie et à l'émotion de son patron, Heikki Kovalainen a profité au mieux de sa performance en qualification pour terminer seizième devant la Renault de Bruno Senna. Il déclare que son écurie a progressé tout au long de l'année et que la saison se termine idéalement avec la dixième place au championnat. Jarno Trulli, qui dispute vraisemblablement le dernier de ses 252 Grands Prix de Formule 1, termine dix-huitième. Il avoue que sa performance en partie décevante est liée à son mauvais départ. Il se réjouit toutefois d'avoir ensuite pris l'avantage sur toutes les voitures qu'il devait dépasser pour contribuer à ce que l'équipe conserve la dixième place du championnat du monde des constructeurs. Avant de tirer sa révérence en Formule 1, il remercie toute son équipe pour son travail durant toute la saison.
Jérôme d'Ambrosio, malgré ses trois tours de retard sur le vainqueur, conclut sa saison par une dix-neuvième place qui le satisfait puisqu'il a effectué une bonne session de qualification et une des meilleures courses de sa carrière, en se classant devant les monoplaces HRT. La déception de Timo Glock contraste avec la joie de son coéquipier : en effet, il abandonne à la suite d'une erreur de son équipe dont il fustige le manque de professionnalisme : « Une façon très décevante de finir la saison. C'est vraiment malheureux de devoir abandonner après avoir perdu la roue arrière gauche après mon premier arrêt mais ce sont des choses qui arrivent. Ce n'est pas ainsi que j'aurais voulu finir la saison mais je veux tout de même remercier l'équipe pour les efforts qu'elle a fournis tout au long de l'année. » Outre sa dernière place au championnat des constructeurs et son incapacité à faire mieux que la quatorzième place, Virgin Racing écope de 5 000 euros d'amende à cause de son erreur dans les stands.
Pour la dernière course de la saison, Daniel Ricciardo termine vingtième et dernier pilote classé. Il avoue avoir trop sollicité ses pneumatiques, ce qui l'a obligé à les changer plus tôt qu'initialement prévu par la stratégie d'équipe. Il revient sur sa première saison complète en Formule 1 en déclarant être content de la façon dont elle s'est passée en lui permettant d'apprendre beaucoup. Vitantonio Liuzzi part pour finir devant son équipier mais abandonne à dix tours de l'arrivée en raison d'un problème d'alternateur : « J'étais dernier dans le premier virage mais j'ai réussi à me rattraper durant le premier tour. [...] J'ai été en mesure de me battre avec les Virgin et c'est dommage d'avoir eu cette panne d'alternateur en fin de course car nous voulions terminer la saison sur un bon résultat. »

## Classements généraux à l'issue de la course
| Pos.     | Pilote             | Écurie               | Points |
| -------- | ------------------ | -------------------- | ------ |
| Champion | Sebastian Vettel   | Red Bull-Renault     | 392    |
| 2        | Jenson Button      | McLaren-Mercedes     | 270    |
| 3        | Mark Webber        | Red Bull-Renault     | 258    |
| 4        | Fernando Alonso    | Ferrari              | 257    |
| 5        | Lewis Hamilton     | McLaren-Mercedes     | 227    |
| 6        | Felipe Massa       | Ferrari              | 118    |
| 7        | Nico Rosberg       | Mercedes             | 89     |
| 8        | Michael Schumacher | Mercedes             | 76     |
| 9        | Adrian Sutil       | Force India-Mercedes | 42     |
| 10       | Vitaly Petrov      | Renault              | 37     |
| 11       | Nick Heidfeld      | Renault              | 34     |
| 12       | Kamui Kobayashi    | Sauber-Ferrari       | 30     |
| 13       | Paul di Resta      | Force India-Mercedes | 27     |
| 14       | Jaime Alguersuari  | Toro Rosso-Ferrari   | 26     |
| 15       | Sébastien Buemi    | Toro Rosso-Ferrari   | 15     |
| 16       | Sergio Pérez       | Sauber-Ferrari       | 14     |
| 17       | Rubens Barrichello | Williams-Cosworth    | 4      |
| 18       | Bruno Senna        | Renault              | 2      |
| 19       | Pastor Maldonado   | Williams-Cosworth    | 1      |

| Pos.     | Écurie               | Points |
| -------- | -------------------- | ------ |
| Champion | Red Bull-Renault     | 650    |
| 2        | McLaren-Mercedes     | 497    |
| 3        | Scuderia Ferrari     | 375    |
| 4        | Mercedes Grand Prix  | 165    |
| 5        | Renault F1 Team      | 73     |
| 6        | Force India-Mercedes | 69     |
| 7        | Sauber-Ferrari       | 44     |
| 8        | Toro Rosso-Ferrari   | 41     |
| 9        | Williams-Cosworth    | 5      |

## Statistiques
Le Grand Prix du Brésil 2011 représente :
- la 30e pole position de sa carrière pour Sebastian Vettel[100] ;
- la 7e victoire de sa carrière pour Mark Webber[101] ;
- la 27e victoire[102] et le 11e doublé[103] pour Red Bull Racing en tant que constructeur ;
- la 142e victoire pour Renault en tant que motoriste[104].

Au cours de ce Grand Prix :
- Sebastian Vettel bat le record du nombre de pole positions en décrochant sa quinzième pole de la saison. Le précédent record datait de 1992 et appartenait à Nigel Mansell[105].
- Jenson Button passe la barre des 800 points inscrits en championnat du monde (811 points)[106] ;